# Финал Кубка Гагарина 2015
Финал Кубка Гагарина 2015 — решающая серия розыгрыша Континентальной хоккейной лиги сезона 2014/2015 и плей-офф Кубка Гагарина 2015 года. Он стал 7-м в истории вручения трофея. Победитель Западной конференции СКА обыграл победителя Восточной конференции «Ак Барс» со счётом 4-1 в серии и впервые в истории клуба стал обладателем Кубка Гагарина.
Преимущество свой площадки в серии имел «Ак Барс», так как казанцы заняли в своей конференции 1-е место, тогда как СКА — 2-е. Серия стартовала 11 апреля и завершилась пятым матчем 19 апреля 2015 года в Казани, в котором СКА одержал победу со счётом 6:1. Автором победной шайбы на 7-й минуте стал капитан петербуржцев Илья Ковальчук. Команды впервые встречались между собой в Кубке Гагарина.

## Формат
Серия матчей финала проводилась до четырёх побед, максимальное количество матчей — семь. Первые два матча и, в случае необходимости, пятый и седьмой матчи проводятся на полях команды, имеющей более высокий номер «посева» в паре. Победителем стала команда, первая победившая в четырёх матчах серии.

## Путь к финалу
| Восточная конференция  |          |              |            |                                   |
| Стадия                 | Соперник | Соперник     | Общий счёт | Результаты игр                    |
| 1/4 финала конференции | 8        | Автомобилист | 4-1        | 3:2 (ОТ), 3:2 (ОТ), 0:2, 2:1, 3:2 |
| 1/2 финала конференции | 4        | Авангард     | 4-1        | 3:4 ОТ, 4:0, 2:0, 3:1, 2:0        |
| Финал конференции      | 2        | Сибирь       | 4-1        | 2:0, 2:1, 1:2, 1:0 (ОТ), 1:0 (ОТ) |

| Западная конференция   |          |                 |            |                                              |
| Стадия                 | Соперник | Соперник        | Общий счёт | Результаты игр                               |
| 1/4 финала конференции | 7        | Торпедо         | 4-1        | 6:3, 1:2, 4:2, 3:1, 2:0                      |
| 1/2 финала конференции | 3        | Динамо (Москва) | 4-1        | 3:2 (ОТ), 1:4, 2:0, 6:1, 3:2 (ОТ)            |
| Финал конференции      | 1        | ЦСКА            | 4-3        | 0:3, 2:3 (3ОТ), 1:3, 4:1, 6:2, 2:1 (ОТ), 3:2 |

### Регулярный чемпионат
| 13 декабря 2014 17:30 | Ак Барс | 3:1 (1:0, 1:0, 1:1) | СКА | «Татнефть-Арена», Казань Зрителей: 8071 |

| Отчёт | Отчёт                         | Отчёт                                            | Отчёт                        | Отчёт                                                                            |
| --- | ----------------------------- | ------------------------------------------------ | ---------------------------- | -------------------------------------------------------------------------------- |
| |                               |                                                  |                              |                                                                                  |
| | Андерс Нильссон (00:00-60:00) | Вратари                                          | Микко Коскинен (00:00-60:00) | Судьи: Алексей Раводин Роман Гофман Линейные судьи: Дмитрий Сивов Сергей Шелянин |
| | Голы:                         |                                                  |                              | Судьи: Алексей Раводин Роман Гофман Линейные судьи: Дмитрий Сивов Сергей Шелянин |
| И.Никулин (Д.Обухов) — 01:56 А.Бурмистров (О.Мёллер, К.Петров) — 39:10 И.Никулин (Д.Азеведо, О.Мёллер) — бол. — 47:47 | 1:0 2:0 3:0 3:1               | 54:18 — А.Бурдасов (А.Поникаровский, И.Каблуков) |                              | Судьи: Алексей Раводин Роман Гофман Линейные судьи: Дмитрий Сивов Сергей Шелянин |
| |                               |                                                  |                              | Судьи: Алексей Раводин Роман Гофман Линейные судьи: Дмитрий Сивов Сергей Шелянин |
| |                               |                                                  |                              | Судьи: Алексей Раводин Роман Гофман Линейные судьи: Дмитрий Сивов Сергей Шелянин |
| |                               |                                                  |                              | Судьи: Алексей Раводин Роман Гофман Линейные судьи: Дмитрий Сивов Сергей Шелянин |
| 4 мин | Штраф                         | 16 мин                                           |                              | Судьи: Алексей Раводин Роман Гофман Линейные судьи: Дмитрий Сивов Сергей Шелянин |
| |                               |                                                  |                              |                                                                                  |
| | 28                            | Броски                                           | 26                           |                                                                                  |

| 9 февраля 2015 19:30 | СКА | 1:5 (0:2, 1:1, 0:2) | Ак Барс | Ледовый дворец, Санкт-Петербург Зрителей: 12 381 |

| Отчёт                                            | Отчёт                        | Отчёт | Отчёт                         | Отчёт                                                                             |
| ------------------------------------------------ | ---------------------------- | --- | ----------------------------- | --------------------------------------------------------------------------------- |
|                                                  |                              | |                               |                                                                                   |
|                                                  | Микко Коскинен (00:00-60:00) | Вратари | Андерс Нильссон (00:00-60:00) | Судьи: Роман Гофман Анатолий Захаров Линейные судьи: Дмитрий Сивов Сергей Шелянин |
|                                                  | Голы:                        | |                               | Судьи: Роман Гофман Анатолий Захаров Линейные судьи: Дмитрий Сивов Сергей Шелянин |
| Е.Дадонов (А.Кутейкин, А.Панарин) — бол. — 25:45 | 0:1 0:2 1:2 1:3 1:4 1:5      | 03:32 — бол. — О.Мёллер (М.Варнаков, А.Костицын) 07:08 — П.Врана (И.Мирнов) 33:17 — Ш.Брукбэнк (О.Мёллер, М.Варнаков) 40:45 — М.Варнаков (Д.Азеведо) 53:33 — П.Врана (В.Токранов, А.Костицын) |                               | Судьи: Роман Гофман Анатолий Захаров Линейные судьи: Дмитрий Сивов Сергей Шелянин |
|                                                  |                              | |                               | Судьи: Роман Гофман Анатолий Захаров Линейные судьи: Дмитрий Сивов Сергей Шелянин |
|                                                  |                              | |                               | Судьи: Роман Гофман Анатолий Захаров Линейные судьи: Дмитрий Сивов Сергей Шелянин |
|                                                  |                              | |                               | Судьи: Роман Гофман Анатолий Захаров Линейные судьи: Дмитрий Сивов Сергей Шелянин |
| 8 мин                                            | Штраф                        | 24 мин |                               | Судьи: Роман Гофман Анатолий Захаров Линейные судьи: Дмитрий Сивов Сергей Шелянин |
|                                                  |                              | |                               |                                                                                   |
|                                                  | 25                           | Броски | 23                            |                                                                                   |

### «Ак Барс»
Этот финал стал третьим для «Ак Барса». В двух предыдущих клуб из Казани неизменно брал почётный трофей: в 2009 году со счётом 4-3 в серии был обыгран ярославский «Локомотив», и в 2010 с тем же счётом в серии — ХК МВД. В обоих случаях казанцев возглавлял нынешний главный тренер Зинэтула Билялетдинов, успевший с того момента потренировать сборную России, выиграв с ней чемпионат мира в 2012 году.
Билялетдинов вернулся в «Ак Барс» перед началом сезона, уйдя из сборной страны сразу после неудачного выступления на домашних XXII Зимних Олимпийских играх. В первый же сезон после возвращения ему удалось привести команду к 1-му месту в Дивизионе Харламова и Восточной конференции со 120 очками.
В первом раунде плей-офф «Ак Барс» в пяти играх обыграл екатеринбургский «Автомобилист», потерпев единственное поражение в третьем матче серии. Второй раунд против омского «Авангарда» казанцы неожиданно начали с поражения, но смогли затем выиграть четыре матча подряд с общим счётом 11:1 и победить в серии. В финале Восточной конференции «Ак Барс» встретился с сенсацией турнира новосибирской «Сибирью», впервые игравшей на этой стадии. Ведя в серии после двух стартовых побед, «Ак Барс» оступился в третьем матче, но смог выиграть следующие две встречи и во второй раз стать победителем Восточной конференции.
Лучшим бомбардиром команды в трёх раундах с 9 очками по системе «гол+пас» стал Оскар Мёллер (8+1). Кроме того, 6 шайб шведского нападающего оказались победными. Такое же количество «сухих матчей» на счету его соотечественника вратаря Андерса Нильссона.

### СКА
Этот финал стал первым для СКА за время существования КХЛ. Ранее его наивысшим достижением был финал конференции, в котором питерский клуб дважды уступал московскому «Динамо» (в 2012 и 2013 годах).
Как и казанцы, «армейцы» Санкт-Петербурга начали этот сезон с новым главным тренером. Им стал Вячеслав Быков, возглавивший клуб сразу же после завершения плей-офф 2014 года. Петербуржцы со 123 очками в 4-й раз заняли 1-е место в Дивизионе Боброва и 2-е в Западной конференции.
В первом раунде плей-офф СКА в пяти играх обыграл нижегородский «Торпедо», потерпев единственное поражение во втором матче серии. Во втором раунде СКА с третьей попытки сломил сопротивление московских динамовцев, выиграв серию со счётом 4-1. В финале Восточной конференции СКА встретился с победителем регулярного сезона и ставшим по его итогам чемпионом России ЦСКА. Проиграв первые три матча с общим счётом 9:3, питерский клуб смог затем впервые в истории КХЛ отыграться с такого счёта и, выиграв четыре матча подряд, вышел в свой первый финал Кубка Гагарина.
Самым результативным игроком команды по итогам трёх раундов стал Вадим Шипачёв, набравший 19 очков (5+14), а лучшим снайпером с 12 голами — Евгений Дадонов. Вратарь команды Микко Коскинен отразил 416 бросков из 446 (93.3%).

## Арены
| Санкт-Петербург     | Ледовый дворец Татнефть-АренаАрены финала Кубка Гагарина 2015 | Казань            |
| Ледовый дворец      | Ледовый дворец Татнефть-АренаАрены финала Кубка Гагарина 2015 | Татнефть-Арена    |
| Вместимость: 12 300 | Ледовый дворец Татнефть-АренаАрены финала Кубка Гагарина 2015 | Вместимость: 9300 |
|                     | Ледовый дворец Татнефть-АренаАрены финала Кубка Гагарина 2015 |                   |

## Результаты матчей

### Игра №1
Матч предваряла красочная церемония, были исполнены гимны Российской Федерации и Республики Татарстан. Счёт в матче на 17-й минуте открыл нападающий СКА Артемий Панарин, реализовавший большинство. Всего через 23 секунды после начала второго периода Патрик Торесен удвоил преимущество гостей, а спустя 42 секунды Евгений Дадонов довёл счёт до 3:0. Вадим Шипачёв на 46-й минуте забил четвёртую шайбу в ворота казанцев, но Джастин Азеведо на 51-й минуте и Степан Захарчук на 58-й не дали клубу из Санкт-Петербурга отпраздновать «сухую» победу. Стоит отметить, что Джастин Азеведо забил в восьмом финальном матче Кубка Гагарина подряд, включая прошлогоднюю серию между пражским «Левом» и магнитогорским «Металлургом».
| 11 апреля 2015 17:00 | Ак Барс | 2:4 (0:1, 0:2, 2:1) | СКА | «Татнефть-Арена», Казань Зрителей: 8585 |

| Отчёт                                                                                  | Отчёт                         | Отчёт | Отчёт                        | Отчёт                                                                                  |
| -------------------------------------------------------------------------------------- | ----------------------------- | --- | ---------------------------- | -------------------------------------------------------------------------------------- |
|                                                                                        |                               | |                              |                                                                                        |
|                                                                                        | Андерс Нильссон (00:00-60:00) | Вратари | Микко Коскинен (00:00-60:00) | Судьи: Алексей Анисимов Константин Оленин Линейные судьи: Дмитрий Сивов Сергей Шелянин |
|                                                                                        | Голы:                         | |                              | Судьи: Алексей Анисимов Константин Оленин Линейные судьи: Дмитрий Сивов Сергей Шелянин |
| Д.Азеведо (И.Мирнов, О.Мёллер) — (5x4) 50:45 С.Захарчук (М.Варнаков, М.Глухов) — 57:58 | 0:1 0:2 0:3 0:4 1:4 2:4       | 16:01 (5x4) — А.Панарин 20:23 — П.Торесен (И.Ковальчук, А.Белов) 21:05 — Е.Дадонов (В.Шипачёв) 45:28 — В.Шипачёв (А.Панарин) |                              | Судьи: Алексей Анисимов Константин Оленин Линейные судьи: Дмитрий Сивов Сергей Шелянин |
|                                                                                        |                               | |                              | Судьи: Алексей Анисимов Константин Оленин Линейные судьи: Дмитрий Сивов Сергей Шелянин |
|                                                                                        |                               | |                              | Судьи: Алексей Анисимов Константин Оленин Линейные судьи: Дмитрий Сивов Сергей Шелянин |
|                                                                                        |                               | |                              | Судьи: Алексей Анисимов Константин Оленин Линейные судьи: Дмитрий Сивов Сергей Шелянин |
| 16 мин                                                                                 | Штраф                         | 16 мин |                              | Судьи: Алексей Анисимов Константин Оленин Линейные судьи: Дмитрий Сивов Сергей Шелянин |
|                                                                                        |                               | |                              |                                                                                        |
|                                                                                        | 65                            | Броски | 42                           |                                                                                        |

Счёт в серии: СКА лидирует 1-0.

### Игра №2
В отличие от первого, второй матч серии оказался не таким зрелищным и богатым на голы. Единственная шайба в игре была заброшена на 19-й минуте: гости поймали хозяев на контратаке, Андерс Нильссон отразил удар Антона Бурдасова, но форвард СКА со второй попытки отправил хоккейный снаряд в сетку.
| 13 апреля 2015 19:30 | Ак Барс | 0:1 (0:1, 0:0, 0:0) | СКА | «Татнефть-Арена», Казань Зрителей: 8285 |

| Отчёт  | Отчёт                         | Отчёт                               | Отчёт                        | Отчёт                                                                                |
| ------ | ----------------------------- | ----------------------------------- | ---------------------------- | ------------------------------------------------------------------------------------ |
|        |                               |                                     |                              |                                                                                      |
|        | Андерс Нильссон (00:00-60:00) | Вратари                             | Микко Коскинен (00:00-60:00) | Судьи: Юри Рённ Антонин Йержабек Линейные судьи: Александр Захаренков Сергей Шелянин |
|        | Голы:                         |                                     |                              | Судьи: Юри Рённ Антонин Йержабек Линейные судьи: Александр Захаренков Сергей Шелянин |
|        | 0:1                           | 19:01 — А.Бурдасов (Р.Рукавишников) |                              | Судьи: Юри Рённ Антонин Йержабек Линейные судьи: Александр Захаренков Сергей Шелянин |
|        |                               |                                     |                              | Судьи: Юри Рённ Антонин Йержабек Линейные судьи: Александр Захаренков Сергей Шелянин |
|        |                               |                                     |                              | Судьи: Юри Рённ Антонин Йержабек Линейные судьи: Александр Захаренков Сергей Шелянин |
|        |                               |                                     |                              | Судьи: Юри Рённ Антонин Йержабек Линейные судьи: Александр Захаренков Сергей Шелянин |
| 10 мин | Штраф                         | 8 мин                               |                              | Судьи: Юри Рённ Антонин Йержабек Линейные судьи: Александр Захаренков Сергей Шелянин |
|        |                               |                                     |                              |                                                                                      |
|        | 51                            | Броски                              | 43                           |                                                                                      |

Счёт в серии: СКА лидирует 2-0.

### Игра №3
Перед матчем в Санкт-Петербурге в составе гостей Дмитрий Архипов заменил Дмитрия Обухова, а Шелдона Брукбэнка — Владимир Денисов. Зинэтула Билялетдинов отказался от привычной схемы 1-4. Изменения в составе «Ак Барса» привели в тому, что начало матча прошло с игровым перевесом гостей. Однако, первыми счёт в матче открыли хозяева — на 15-й минуте встречи Тони Мортенссон подставил клюшку под бросок Максима Чудинова от синей линии. Второй период прошёл с заметным преимуществом СКА, а на 40-й минуте Артемий Панарин имел отличный шанс удвоить преимущество своей команды при игре 5 на 3. В третьем периоде гости заиграли активнее и, в результате, усилиями Евгения Медведева на 47-й минуте сравняли счёт, а за 4 минуты до конца основного времени матча капитан казанцев Александр Свитов забросил шайбу, которая оказалась победной.
| 15 апреля 2015 19:30 | СКА | 1:2 (1:0, 0:0, 0:2) | Ак Барс | Ледовый дворец, Санкт-Петербург Зрителей: 12 171 |

| Отчёт                            | Отчёт                        | Отчёт                                                                             | Отчёт                         | Отчёт                                                                                      |
| -------------------------------- | ---------------------------- | --------------------------------------------------------------------------------- | ----------------------------- | ------------------------------------------------------------------------------------------ |
|                                  |                              |                                                                                   |                               |                                                                                            |
|                                  | Микко Коскинен (00:00-60:00) | Вратари                                                                           | Андерс Нильссон (00:00-60:00) | Судьи: Алексей Анимисов Антонин Йержабек Линейные судьи: Константин Горденко Роман Шиханов |
|                                  | Голы:                        |                                                                                   |                               | Судьи: Алексей Анимисов Антонин Йержабек Линейные судьи: Константин Горденко Роман Шиханов |
| Т.Мортенссон (М.Чудинов) — 14:07 | 1:0 1:1 1:2                  | 46:44 — Е.Медведев (О.Мёллер, Д.Азеведо) 55:55 — А.Свитов (К.Кольцов, С.Захарчук) |                               | Судьи: Алексей Анимисов Антонин Йержабек Линейные судьи: Константин Горденко Роман Шиханов |
|                                  |                              |                                                                                   |                               | Судьи: Алексей Анимисов Антонин Йержабек Линейные судьи: Константин Горденко Роман Шиханов |
|                                  |                              |                                                                                   |                               | Судьи: Алексей Анимисов Антонин Йержабек Линейные судьи: Константин Горденко Роман Шиханов |
|                                  |                              |                                                                                   |                               | Судьи: Алексей Анимисов Антонин Йержабек Линейные судьи: Константин Горденко Роман Шиханов |
| 8 мин                            | Штраф                        | 10 мин                                                                            |                               | Судьи: Алексей Анимисов Антонин Йержабек Линейные судьи: Константин Горденко Роман Шиханов |
|                                  |                              |                                                                                   |                               |                                                                                            |
|                                  | 22                           | Броски                                                                            | 24                            |                                                                                            |

Счёт в серии: СКА лидирует 2-1.

### Игра №4
Матч начался с минуты молчания в память о Валерии Белоусове. Счёт был открыт уже по истечении 38 секунд игры усилиями Патрика Торесена. Попытки гостей отыграться в первом периоде оказались безуспешными — хозяева надёжно играли в обороне, и казанцы надеялись пробить Микко Коскинена дальними ударами. Ровно через 30 минут после начала матча «Ак Барсу» удалось реализовать большинство и сравнять счёт — дальний удар Оскара Мёллера оказался неберущимся для вратаря хозяев. Спустя всего 4 минуты Джимми Эрикссон вновь вывел СКА вперёд, а на 1-й минуте третьего периода Евгений Дадонов упрочил преимущество питерцев. В самом конце матча гости заменили вратаря на шестого полевого игрока, и Джастин Азеведо, забивший 10-ю шайбу в 11 матчах финала Кубка Гагарина, сделал отставание в счёте минимальным. Однако времени на то, чтобы перевести игру в овертайм, у казанцев не хватило.
| 17 апреля 2015 19:30 | СКА | 3:2 (1:0, 1:1, 1:1) | Ак Барс | Ледовый дворец, Санкт-Петербург Зрителей: 12 477 |

| Отчёт | Отчёт                        | Отчёт                                                                                          | Отчёт                         | Отчёт                                                                       |
| --- | ---------------------------- | ---------------------------------------------------------------------------------------------- | ----------------------------- | --------------------------------------------------------------------------- |
| |                              |                                                                                                |                               |                                                                             |
| | Микко Коскинен (00:00-60:00) | Вратари                                                                                        | Андерс Нильссон (00:00-60:00) | Судьи: Юри Рённ Константин Оленин Линейные судьи: Роман Шиханов Иван Дедюля |
| | Голы:                        |                                                                                                |                               | Судьи: Юри Рённ Константин Оленин Линейные судьи: Роман Шиханов Иван Дедюля |
| П.Торесен (И.Ковальчук) — 00:38 Д.Эрикссон (И.Ковальчук, М.Коскинен) — (5x4) 33:36 Е.Дадонов (И.Ковальчук) — (5x4) 40:44 | 1:0 1:1 2:1 3:1 3:2          | 30:00 (5x4) — О.Мёллер (Д.Азеведо, И.Никулин) 59:19 (6x5) — Д.Азеведо (С.Захарчук, А.Лукоянов) |                               | Судьи: Юри Рённ Константин Оленин Линейные судьи: Роман Шиханов Иван Дедюля |
| |                              |                                                                                                |                               | Судьи: Юри Рённ Константин Оленин Линейные судьи: Роман Шиханов Иван Дедюля |
| |                              |                                                                                                |                               | Судьи: Юри Рённ Константин Оленин Линейные судьи: Роман Шиханов Иван Дедюля |
| |                              |                                                                                                |                               | Судьи: Юри Рённ Константин Оленин Линейные судьи: Роман Шиханов Иван Дедюля |
| 6 мин | Штраф                        | 4 мин                                                                                          |                               | Судьи: Юри Рённ Константин Оленин Линейные судьи: Роман Шиханов Иван Дедюля |
| |                              |                                                                                                |                               |                                                                             |
| | 23                           | Броски                                                                                         | 30                            |                                                                             |

Счёт в серии: СКА лидирует 3-1.

### Игра №5
| 19 апреля 2015 17:00 | Ак Барс | 1:6 (0:4, 1:1, 0:1) | СКА | «Татнефть-Арена», Казань Зрителей: 8152 |

| Отчёт                                  | Отчёт                                                     | Отчёт | Отчёт                        | Отчёт                                                                                         |
| -------------------------------------- | --------------------------------------------------------- | --- | ---------------------------- | --------------------------------------------------------------------------------------------- |
|                                        |                                                           | |                              |                                                                                               |
|                                        | Андерс Нильссон (00:00-23:09) Эмиль Гарипов (23:09-60:00) | Вратари | Микко Коскинен (00:00-60:00) | Судьи: Антонин Йержабек Константин Оленин Линейные судьи: Александр Захаренков Сергей Шелянин |
|                                        | Голы:                                                     | |                              | Судьи: Антонин Йержабек Константин Оленин Линейные судьи: Александр Захаренков Сергей Шелянин |
| М.Глухов (П.Врана, Е.Медведев) — 21:17 | 0:1 0:2 0:3 0:4 1:4 1:5 1:6                               | 01:13 — Д.Эрикссон 06:31 (5x4) — И.Ковальчук (А.Панарин, В.Шипачёв) 10:44 — Е.Дадонов 14:05 — А.Поникаровский (П.Хохряков, А.Белов) 22:03 — И.Ковальчук (П.Торесен) 58:57 — Р.Червенка (А.Панарин, А.Белов) |                              | Судьи: Антонин Йержабек Константин Оленин Линейные судьи: Александр Захаренков Сергей Шелянин |
|                                        |                                                           | |                              | Судьи: Антонин Йержабек Константин Оленин Линейные судьи: Александр Захаренков Сергей Шелянин |
|                                        |                                                           | |                              | Судьи: Антонин Йержабек Константин Оленин Линейные судьи: Александр Захаренков Сергей Шелянин |
|                                        |                                                           | |                              | Судьи: Антонин Йержабек Константин Оленин Линейные судьи: Александр Захаренков Сергей Шелянин |
| 18 мин                                 | Штраф                                                     | 6 мин |                              | Судьи: Антонин Йержабек Константин Оленин Линейные судьи: Александр Захаренков Сергей Шелянин |
|                                        |                                                           | |                              |                                                                                               |
|                                        | 25                                                        | Броски | 36                           |                                                                                               |

СКА побеждает в серии со счётом 4-1.

## Составы

### «Ак Барс»
| №  | Нац.              | Игрок                  | Позиция | Хват | Возраст | В клубе с | Место рождения          | Участие в финале |
| -- | ----------------- | ---------------------- | ------- | ---- | ------- | --------- | ----------------------- | ---------------- |
| 51 | Канада            | Джастин Азеведо        | Н       | П    | 27      | 2014      | Уэст-Лорн, Канада       | 2-е (2014)       |
| 91 | Россия            | Дмитрий Архипов        | Н       | Л    | 23      | 2014      | Россия                  | 1-е              |
| 25 | Канада            | Шелдон Брукбэнк        | З       | П    | 34      | 2014      | Ланиган, Канада         | 1-е              |
| 69 | Россия            | Александр Бурмистров   | Н       | Л    | 23      | 2013      | Казань, СССР            | 1-е              |
| 18 | Россия            | Михаил Варнаков        | Н       | Л    | 30      | 2013      | Горький, СССР           | 1-е              |
| 40 | Чехия             | Петр Врана             | Н       | Л    | 30      | 2014      | Штернберк, Чехословакия | 1-е              |
| 77 | Россия            | Эмиль Гарипов          | В       | Л    | 23      | 2011      | Казань, СССР            | 1-е              |
| 12 | Россия            | Михаил Глухов          | Н       | Л    | 27      | 2014      | Орск, СССР              | 1-е              |
| 4  | Россия · Беларусь | Владимир Денисов       | З       | Л    | 30      | 2014      | Чашники, СССР           | 1-е              |
| 7  | Россия            | Степан Захарчук        | Н       | Л    | 28      | 2009      | Амдерма, СССР           | 2-е (2010)       |
| 65 | Россия · Беларусь | Константин Кольцов     | З       | Л    | 33      | 2014      | Минск, СССР             | 1-е              |
| 22 | Россия            | Константин Корнеев (А) | З       | Л    | 30      | 2010      | Москва, СССР            | 1-е              |
| 74 | Россия · Беларусь | Сергей Костицын        | Н       | Л    | 28      | 2014      | Новополоцк, СССР        | 1-е              |
| 89 | Россия            | Артём Лукоянов         | Н       | Л    | 26      | 2011      | Альметьевск, СССР       | 1-е              |
| 98 | Россия            | Фёдор Малыхин          | Н       | Л    | 24      | 2014      | Свердловск, СССР        | 1-е              |
| 82 | Россия            | Евгений Медведев       | З       | Л    | 32      | 2007      | Челябинск, СССР         | 3-е (2009, 2010) |
| 45 | Швеция            | Оскар Мёллер           | Н       | П    | 26      | 2014      | Стокгольм, Швеция       | 1-е              |
| 10 | Россия            | Игорь Мирнов           | Н       | Л    | 30      | 2014      | Чита, СССР              | 1-е              |
| 64 | Россия            | Дамир Мусин            | З       | Л    | 20      | 2014      | Казань, Россия          | 1-е              |
| 5  | Россия            | Илья Никулин (А)       | З       | Л    | 33      | 2005      | Москва, СССР            | 3-е (2009, 2010) |
| 31 | Швеция            | Андерс Нильссон        | В       | Л    | 25      | 2014      | Лулео, Швеция           | 1-е              |
| 34 | Россия            | Дмитрий Обухов         | Н       | Л    | 31      | 2012      | Казань, СССР            | 3-е (2009, 2010) |
| 84 | Россия            | Зият Пайгин            | З       | Л    | 20      | 2014      | Пенза, Россия           | 1-е              |
| 90 | Россия            | Кирилл Петров          | Н       | Л    | 24      | 2011      | Казань, СССР            | 3-е (2009, 2010) |
| 36 | Россия            | Яков Рылов             | З       | Л    | 30      | 2014      | Кирово-Чепецк, СССР     | 1-е              |
| 15 | Россия            | Александр Свитов (К)   | Н       | Л    | 32      | 2013      | Омск, СССР              | 2-е (2011)       |
| 55 | Россия · Украина  | Владимир Ткачёв        | Н       | Л    | 21      | 2012      | Днепропетровск, Украина | 1-е              |
| 24 | Россия            | Василий Токранов       | З       | Л    | 25      | 2007      | Альметьевск, СССР       | 2-е (2010)       |

### СКА
| №  | Нац.             | Игрок                 | Позиция | Хват | Возраст | В клубе с | Место рождения          | Участие в финале |
| -- | ---------------- | --------------------- | ------- | ---- | ------- | --------- | ----------------------- | ---------------- |
| 2  | Россия           | Юрий Александров      | З       | Л    | 26      | 2011      | Череповец, СССР         | 2-е (2012)       |
| 94 | Россия           | Александр Барабанов   | Н       | Л    | 20      | 2013      | Санкт-Петербург, Россия | 1-е              |
| 77 | Россия           | Антон Белов           | З       | Л    | 28      | 2014      | Рязань, СССР            | 2-е (2012)       |
| 44 | Россия           | Николай Белов         | З       | Л    | 27      | 2014      | Москва, СССР            | 1-е              |
| 71 | Россия           | Антон Бурдасов        | Н       | Л    | 23      | 2012      | Челябинск, СССР         | 1-е              |
| 63 | Россия           | Евгений Дадонов       | Н       | Л    | 26      | 2014      | Челябинск, СССР         | 1-е              |
| 33 | Россия           | Илья Ежов             | В       | Л    | 28      | 2014      | Краснодар, СССР         | 1-е              |
| 29 | Россия           | Илья Каблуков         | Н       | Л    | 27      | 2014      | Москва, СССР            | 1-е              |
| 89 | Россия           | Александр Кадейкин    | Н       | Л    | 22      | 2014      | Электросталь, СССР      | 1-е              |
| 40 | Россия           | Евгений Кетов         | Н       | Л    | 29      | 2013      | Губаха, СССР            | 1-е              |
| 17 | Россия           | Илья Ковальчук (К)    | Н       | П    | 31      | 2012      | Тверь, СССР             | 1-е              |
| 19 | Финляндия        | Микко Коскинен        | В       | Л    | 26      | 2014      | Вантаа, Финляндия       | 1-е              |
| 45 | Россия           | Андрей Кутейкин       | З       | Л    | 30      | 2013      | Вольск, СССР            | 2-е (2011)       |
| 9  | Швеция           | Тони Мортенссон       | Н       | Л    | 34      | 2010      | Мерста, Швеция          | 2-е (2009)       |
| 72 | Россия           | Артемий Панарин       | Н       | П    | 23      | 2013      | Коркино, СССР           | 1-е              |
| 23 | Россия · Украина | Алексей Поникаровский | Н       | Л    | 35      | 2013      | Киев, СССР              | 1-е              |
| 5  | Россия           | Роман Рукавишников    | З       | Л    | 22      | 2014      | Москва, Россия          | 1-е              |
| 10 | Россия           | Виктор Тихонов        | Н       | П    | 26      | 2011      | Рига, СССР              | 1-е              |
| 41 | Норвегия         | Патрик Торесен (А)    | Н       | Л    | 31      | 2011      | Хамар, Норвегия         | 2-е (2011)       |
| 3  | Россия           | Динар Хафизуллин      | З       | Л    | 26      | 2013      | Казань, СССР            | 1-е              |
| 75 | Россия           | Пётр Хохряков         | Н       | Л    | 25      | 2014      | СССР                    | 1-е              |
| 70 | Чехия            | Роман Червенка        | Н       | Л    | 29      | 2013      | Прага, Чехословакия     | 2-е (2012)       |
| 73 | Россия           | Максим Чудинов        | З       | П    | 25      | 2012      | Череповец, СССР         | 1-е              |
| 87 | Россия           | Вадим Шипачёв (А)     | Н       | Л    | 28      | 2013      | Череповец, СССР         | 1-е              |
| 21 | Швеция           | Джимми Эрикссон       | Н       | Л    | 35      | 2014      | Шеллефтео, Швеция       | 1-е              |
| 58 | Россия           | Дмитрий Юдин          | З       | Л    | 19      | 2013      | Нижний Тагил, Россия    | 1-е              |

## ХК СКА Санкт-Петербург – обладатель Кубка Гагарина 2015

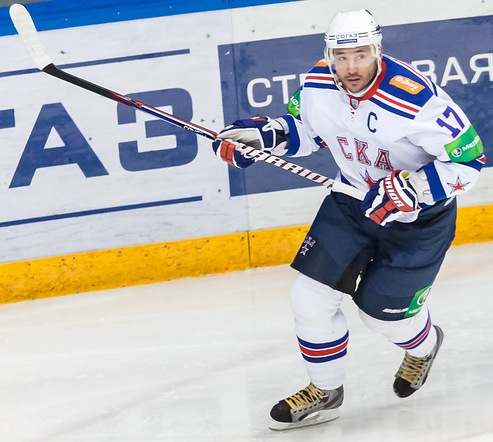
Илья Ковальчук — автор победной шайбы финала Кубка Гагарина 2015 и самый ценный игрок плей-офф.

| Вратари - 19 Микко Коскинен - 30 Игорь Шестеркин - 33 Илья Ежов | Защитники - 2 Юрий Александров - 3 Динар Хафизуллин - 5 Роман Рукавишников - 7 Дмитрий Калинин - 44 Николай Белов - 45 Андрей Кутейкин - 58 Дмитрий Юдин - 73 Максим Чудинов - 76 Андрей Ермаков - 77 Антон Белов | Нападающие - 9 Тони Мортенссон - 10 Виктор Тихонов - 17 Илья Ковальчук - 21 Джимми Эрикссон - 23 Алексей Поникаровский - 29 Илья Каблуков - 40 Евгений Кетов - 41 Патрик Торесен - 63 Евгений Дадонов - 70 Роман Червенка - 71 Антон Бурдасов - 72 Артемий Панарин - 75 Пётр Хохряков - 87 Вадим Шипачёв - 89 Александр Кадейкин - 94 Александр Барабанов | Тренеры - Вячеслав Быков - Игорь Захаркин |  |